# Knut Nilsson
Knut Johan Evert Nilsson, född 23 september 1923 i Stehags församling, Malmöhus län, död 2 oktober 2004 i Handen, Österhaninge församling, Stockholms län, var en svensk centerpartistisk landstingspolitiker, Han var gift med Ingrid Nilsson (död 2023). Knut Nilsson var ledare för Centerpartiet i Stockholms läns landsting 1971-1994, landstingsråd 1971-1982, 1986-1988 och 1991-1994. Nilsson var en stridbar politiker - inte minst i det interna förhandlandet i de borgerliga koalitioner som oftast styrde landstinget under 1970- och 1980-talen. 
Höjdpunkten i Knut Nilssons politiska karriär var åren som finanslandstingsråd 1974-1979. 1971-1973 var han personallandstingsråd, 1980-1982 och 1986-1988 var han landstingsråd för kultur-, utbildnings- miljö- och skärgårdsfrågor. Sista perioden som landstingsråd på 1990-talet innehöll hans portfölj enbart utbildningsfrågor.